# Danubia Zenekar
A Danubia Magyarország egyik vezető szimfonikus zenekara. Művészeti vezetője Hámori Máté karmester, alapítója Héja Domonkos.

## Története
A zenekar 1993-as alapítása idején Héja Domonkos és alapítótársai közül többen a Zeneakadémia növendékei voltak.1 2013 óta a zenekar művészeti vezetője Hámori Máté karmester. A fenntartó Budapest III. kerület, Óbuda-Békásmegyer önkormányzata.

## Művészeti tevékenysége és fellépései
A legfontosabb hazai koncerttermeken és fesztiválokon kívül rendszeresen fellépnek Európa jelentős fesztiváljain is; különleges programösszeállításaik és ifjúsági, illetve szociális projektjeik nyomán az egyik legkarakteresebb művészeti együttessé váltak az elmúlt években. Profiljuk meghatározó eleme a műfaji kísérletezés, a huszadik századi és kortárs művek műsorra tűzése és az erőteljes online jelenlét.
Az együttes művészeti vezetője és programjainak megalkotója Hámori Máté , aki 2013 óta vezeti a zenekart. Missziójának tekinti a zenei utánpótlásnevelést és a gyerekek művészeti beavatását. Izgalmas repertoárt alakítottak ki vele, sok olyan művel, amelyeket itthon csak ők játszanak – többek között Sosztakovics IV. szimfóniájának hazai bemutatóját is ők tartották 2020-ban.
A zenekar művészeti vezetőjük ötletére 2020-ban életre hívta Magyarország első klasszikus zenei gyerek és családi fesztiválját, a Kalandra Fül Fesztivált.
A Danubia szenvedélye a zene, ez a szenvedély hatja át egész életüket. Szeretnék, ha minél több emberhez eljutna ez a lángolás, és minél többen válnának a klasszikus zene rabjaivá. Céljuk az, hogy ennek a nagy múltú műfajnak legyen jövője, ennek a jövőnek a kulcsa pedig a fiatalság. A zenekar közel harmincéves múltra tekint vissza, ám továbbra is az egyik legfiatalosabb hivatásos együttes az országban. Igyekeznek mindig friss szemmel tekinteni a klasszikus zene sokszor megmerevedett formáira.

## Út a zenéhez
A zenekar tagjainak közös álma: összehozni az embereket, akik térben, világnézetben, korban távol állnak egymástól, összekötni őket egy közös szenvedély erejével, a zene iránti rajongással. Az együttes mindennapi kenyere a zene, szenvedélyük, a barátjuk. Egyben út önmaguk megismerése felé. Azért hozták létre az Út a zenéhez programot, hogy minél több emberhez eljuthasson üzenetük: a zene örömhíre. A program része honlapjuk is, ahol hangulatok szerint kereshető, pár másodperces zenerészletek ugyanúgy megtalálhatóak, mint családi és ifjúsági előadások, teljes koncertek, vagy élő közvetítések. Egyúttal utat nyit bárki számára a zene és önmaga jobb megismerése felé.

## Díjai, elismerései
- 2001–2004 között viseli a Nemzeti Ifjúsági Zenekar címet
- Magyar Örökség díj Archiválva 2021. március 7-i dátummal a Wayback Machine-ben (2018)

## Felvételek
- 2003. Dances from Hungary; Kodály: Háry János szvit – Intermezzo, Erkel: Bánk bán – Csárdás, Dohnányi: Szimfonikus percek – Rondo, Weiner: Csongor és Tünde – Tündértánc, Bartók: Magyar képek – Medvetánc, Ürögi kanásztánc, Liszt: Mefiszto-keringő, Dohnányi: Ruralia Hungarica – Presto, Weiner: Magyar szvit – Presto, Bartók: Táncszvit; vezényel: Héja Domonkos (Warner Music – Teldec 5046-69351-2)
- 2005. Dohnányi Ernő: Szvit nagyzenekarra, Ruralia hungarica, Amerikai rapszódia; vezényel: Héja Domonkos (Warner Classics 2564-62409-2)
- 2006. CLIP (DVD); Kodály: Felszállott a páva, Marosszéki táncok, Bartók: Magyar parasztdalok, Dohnányi: Ruralia hungarica, Bartók: Táncszvit, Román népi táncok (Warner Classics 2564-64417-2)
- 2008. Brahms: Hungarian Dances; Brahms: Magyar táncok; vezényel: Héja Domonkos (Warner Classics & Jazz 2564-69284-9)
- 2013. Dances from Hungary (második kiadás); Kodály: Háry János szvit – Intermezzo, Erkel: Bánk bán – Csárdás, Dohnányi: Szimfonikus percek – Rondo, Weiner: Csongor és Tünde – Tündértánc, Bartók: Magyar képek – Medvetánc, Ürögi kanásztánc, Liszt: Mefiszto-keringő, Dohnányi: Ruralia Hungarica – Presto, Weiner: Magyar szvit – Presto, Bartók: Táncszvit; vezényel: Héja Domonkos (Warner Classics APEX 0825646444342)
- 2013. Hungarian Dances Nos. 1-21 (második kiadás); Brahms: Magyar Táncok Nos. 1-21; vezényel: Héja Domonkos (Warner Classics APEX 0825646444311)